# Erich Lück (Politiker)
Erich Lück (* 11. Mai 1907 in Berlin; † 13. Februar 1959 ebenda) war ein deutscher Politiker (SPD).
Lück machte eine Lehre als Mechaniker und besuchte anschließend die Ingenieurschule Gauß in Berlin. Ab 1927 arbeitete er in verschiedenen Funktionen bei der BEWAG. 1930 wurde er Mitglied der SPD.
Nach dem Zweiten Weltkrieg wurde Lück bei der ersten Berliner Wahl 1946 in die Bezirksverordnetenversammlung im Bezirk Wedding gewählt. Von 1947 bis 1957 war er der Vorsitzende der SPD Wedding. Bei der folgenden Wahl 1948 wurde er Mitglied der Berliner Stadtverordnetenversammlung. Bis zu seinem Tod 1959 war Lück Mitglied des Abgeordnetenhauses von Berlin, sein Nachrücker wurde daraufhin Alfried Götze (1904–1985).